# Levan Kakubava
Levan Kakubava (georgiska: ლევან კაკუბავა) född 15 oktober 1990 i Tbilisi, är en georgisk fotbollsspelare som spelar för Saburtalo. 

## Karriär
Sommaren 2016 skrev han på för Tjichura Satjchere.